# Callthrough
Callthrough bezeichnet in der Telekommunikation ein Verfahren, bei dem Telefongespräche durch einen Dienstleister vermittelt werden, der nicht Betreiber des für den Anruf verwendeten Teilnehmer-Anschlusses ist.

## Verbindungsaufbau
Der Anrufer wählt zunächst die Einwahlnummer des Callthrough-Anbieters und wird vom Audiotex-System mit einer automatischen Ansage begrüßt, die ihn auffordert, sich mittels PIN-Eingabe über die Telefontastatur zu identifizieren; alternativ ist dies bei einigen Anbietern auch per Sprachsteuerung möglich. Die PIN-Eingabe entfällt bei fest hinterlegter Rufnummer des Kunden im Callthroughsystem des Anbieters. Bei Offenem Callthrough (s. u.) entfällt die PIN-Eingabe ebenfalls. Anschließend wird der Anrufer gebeten, die Rufnummer des Teilnehmers, den er erreichen möchte, einzugeben. Dies kann auf die gleiche Weise erfolgen wie schon bei der PIN. Der Callthrough-Anbieter baut dann auf einer zweiten Leitung eine Verbindung zu dem gewünschten Teilnehmer auf und schaltet beide Teilnehmer zusammen. Damit ist die Verbindung hergestellt und beide können wie gewohnt telefonieren.

### Mobilfunk
Alternativ steht für einige Mobiltelefone mittlerweile Software von verschiedenen Anbietern zur Verfügung, die die Callthrough-Gesprächsvermittlung automatisiert, so dass nur noch die Rufnummer des Angerufenen über die Telefontastatur eingegeben werden muss. Neben Anbietern von Software gibt es auch eine steigende Anzahl von Anbietern die solche Dienste in unterschiedlichem Umfang mit verschiedenen Abrechnungs- und Komfortmodulen anbieten.

## Zweck der Nutzung
Callthrough ermöglicht es dem Anrufer – ähnlich wie beim Call-by-Call – Gesprächsgebühren zu sparen. Im Gegensatz zu Call-by-Call, das in Deutschland nur für Festnetzanschlüsse der Deutschen Telekom angeboten wird, kann es jedoch prinzipiell von jedem Telefon aus benutzt werden. Durch Callthrough können auch die Nutzer von Mobiltelefonen zu den Tarifen eines Callthrough-Anbieters telefonieren.

## Offenes Callthrough
Offenes Callthrough kann in Deutschland von jedem Telefonanschluss – auch von Handys und Telefonzellen – genutzt werden. Der Anrufer wählt zunächst eine (kostenpflichtige) Einwahlnummer, die ihn mit dem jeweiligen Dienstleister verbindet. Anschließend hört er erneut einen Wählton, worauf er die eigentliche Zielrufnummer eingibt.
Vorteile: Der Anrufer kann – wie beim Call-by-Call – zusätzlich zu seinem Anschlussbetreiber ohne Voranmeldung oder Vertragsabschluss weitere Anbieter nutzen. Die Gespräche werden über die normale Telefonrechnung abgerechnet.
Nachteil: Verbindungskosten fallen in der Regel bereits nach dem Wählen der Einwahlnummer an, auch wenn der angerufene Gesprächspartner nicht erreichbar ist (z. B. weil dieser nicht abhebt).
In Deutschland werden hierzu in der Regel die fest bepreisten („Online-Billing“) 0180- und 0700-Rufnummerngassen verwendet. Die Gebühren für die Weitervermittlung durch den Callthrough-Anbieter sind durch den einheitlichen Verbindungspreis zu diesen Sonderrufnummern bereits abgegolten.

## Technisches
Es kommen immer zwei Verbindungen zustande. Über die erste wählt sich der Anrufer in das System des Callthrough-Anbieters ein, über die zweite wird die Verbindung vom Callthrough-Anbieter zum gewünschten Teilnehmer hergestellt. Für beide Verbindungen entstehen Kosten.

## Tarifierung
Die Einwahl in das Callthrough-System geschieht häufig über eine für den Anrufer gebührenfreie Freephone-Rufnummer (0800er- oder 00800er-Nummer). Der Anbieter muss für diese Verbindung jedoch Gebühren an den Netzbetreiber zahlen und reicht diese an seine Kunden weiter. Daher werden für die Callthrough-Nutzer neben den Gebühren für die Verbindung zum gewünschten Teilnehmer in der Regel Aufschläge fällig, die davon abhängen, von welchem Netz aus angerufen wird. Sie liegen für die Einwahl von Mobiltelefonen und öffentlichen Fernsprechern je nach Anbieter zwischen 20 ct/min und 40 ct/min. Die Kosten für die Einwahl vom Festnetz aus sind meist bereits im Gesprächspreis (Verbindung zum gewünschten Teilnehmer) enthalten.
Der Anbieter hat bei der Gestaltung seiner Tarife stets das Problem, dass er vor Eingabe der PIN nicht in der Lage ist, die anfallenden Einwahlkosten einem bestimmten Kunden zuzuordnen. Eine Möglichkeit besteht darin, die Kosten durch höhere Tarife auf alle Kunden umzulegen. Häufig werden die Gesprächstakte auch so verlängert, dass durch die unvollständige Ausnutzung der Takte die Kosten aufgewogen werden.
Durch die zunehmend aufkommenden Flatrate-Tarife für Verbindungen ins nationale Festnetz werden inzwischen häufig anstelle der Freephone-Nummern geografische Festnetzrufnummern als Einwahlnummern verwendet, womit die Verbindung vom Anrufer zur Callthrough-Plattform kostenfrei ist.

## Zahlungsweisen
Die Gespräche können sowohl im Voraus (prepaid) als auch im Nachhinein (postpaid) bezahlt werden. Möchte ein Kunde im Voraus bezahlen, erwirbt er eine sogenannte Calling Card, auf der die Einwahlnummer und die PIN aufgedruckt sind. Alternativ kann ein Kunde auch einen Vertrag abschließen. Er bekommt dann ebenfalls diese Zugangsdaten und erhält für alle Nutzungen derselben monatlich eine Rechnung.